# 大森町站
大森町站（日语：／ Ōmorimachi eki */?）是位於東京都大田區大森西，屬於京濱急行電鐵本線的鐵路車站。車站編號是KK09。

## 年表

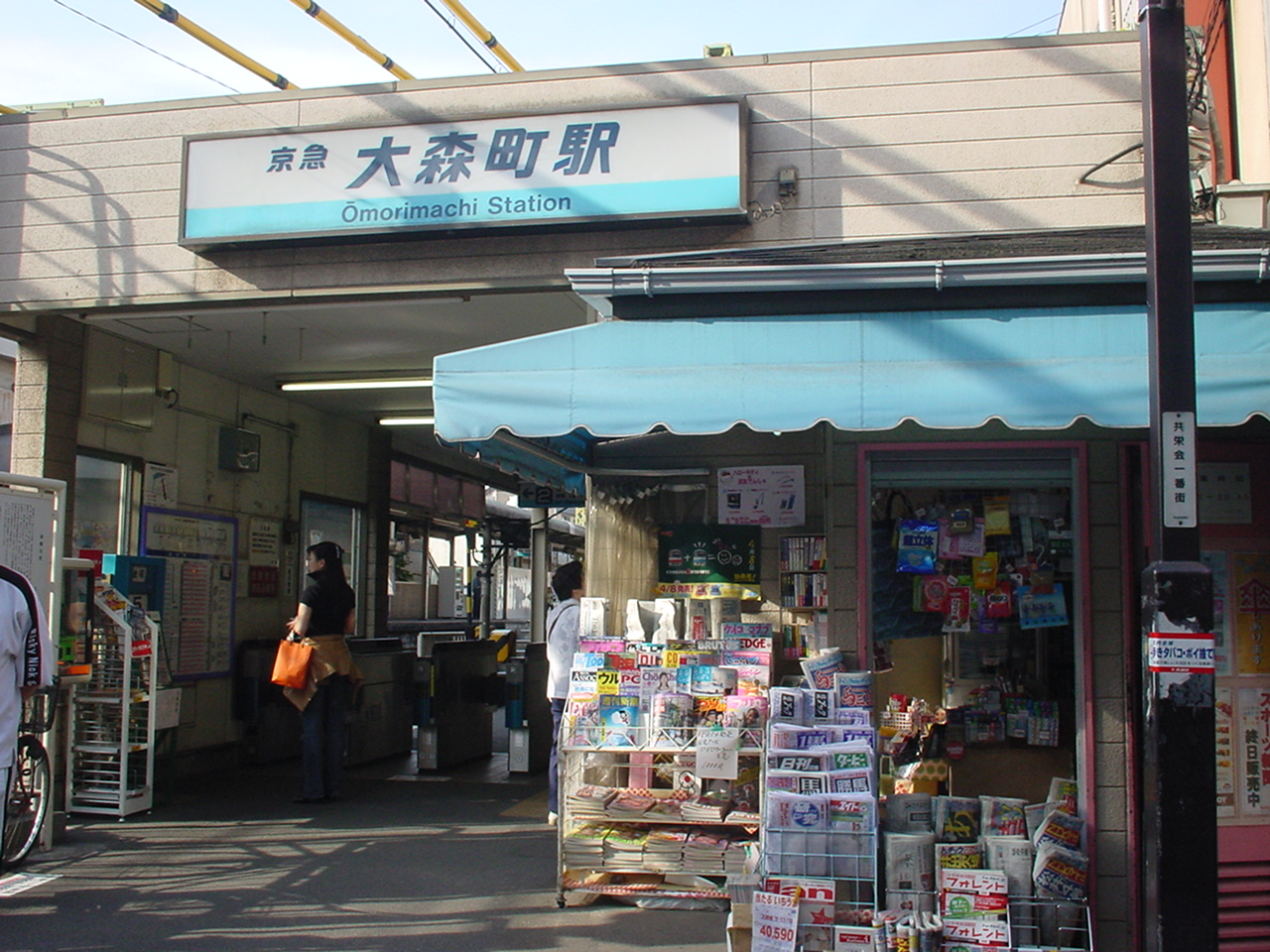
舊站房（2006年5月5日）

- 1901年（明治34年）2月1日 - 六鄉橋站 - 大森站間開業[3]。本站開業時的站名為山谷站，當時是道路上的停留場。
- 1906年（明治39年） - 線路變更，車站移至軌道上[3]。
- 時間不明 - 改稱大森山谷站。
- 1949年（昭和24年）7月1日 - 大森山谷站廢止。
- 1952年（昭和27年）12月15日 - 大森町站重新啟用。
- 1982年（昭和57年）3月 - 月台有效長度延伸至6輛編組。
- 1984年（昭和59年）12月 - 站房改建工程完成。
- 2001年（平成13年）1月 - 車站開始高架化工程。
- 2010年（平成22年）5月16日 - 2號月台改用新建之高架月台[4]。
- 2012年（平成24年）10月21日 - 1號月台改用新建之高架月台[5]。

## 車站構造

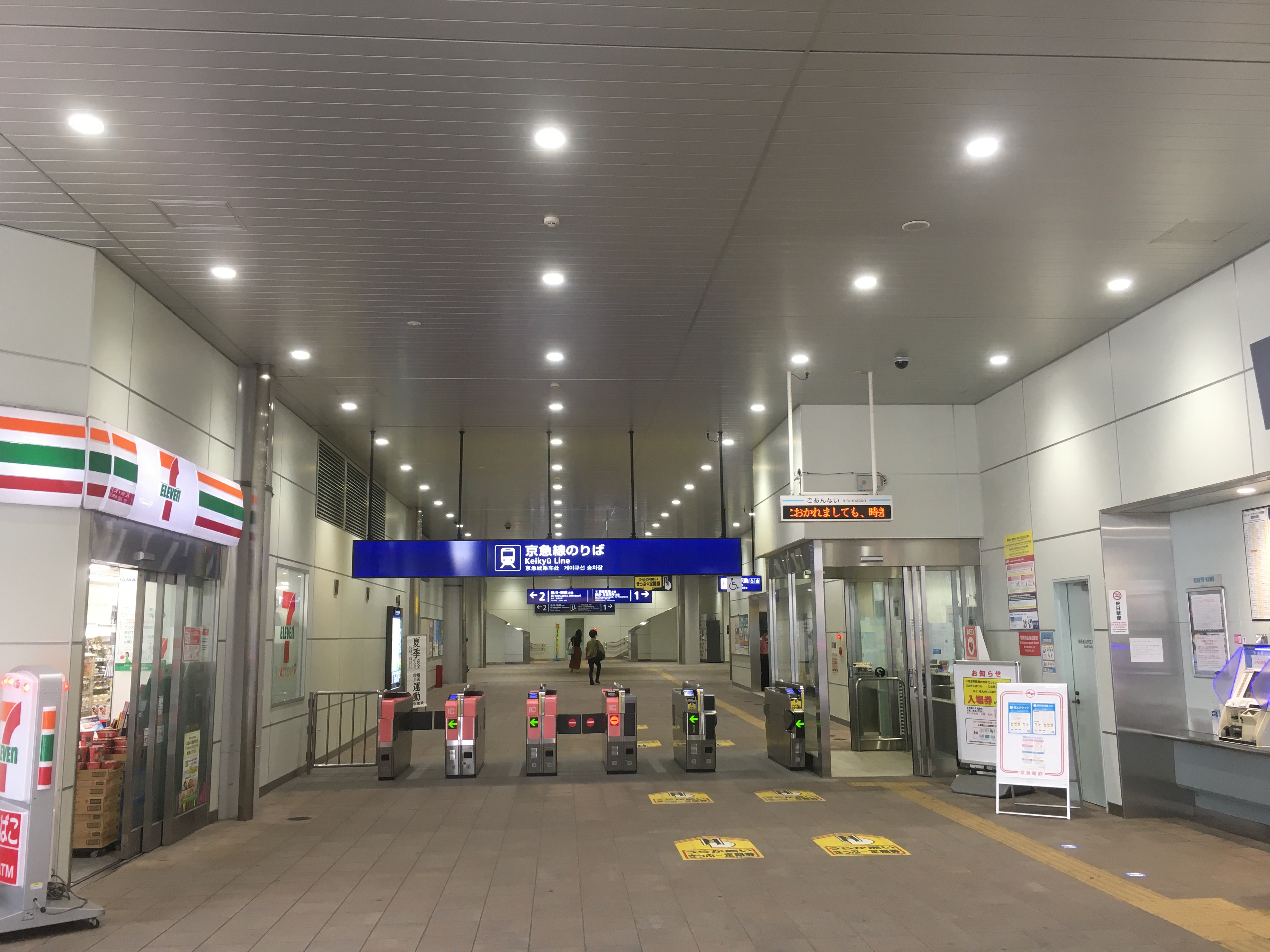
驗票口（2022年7月）

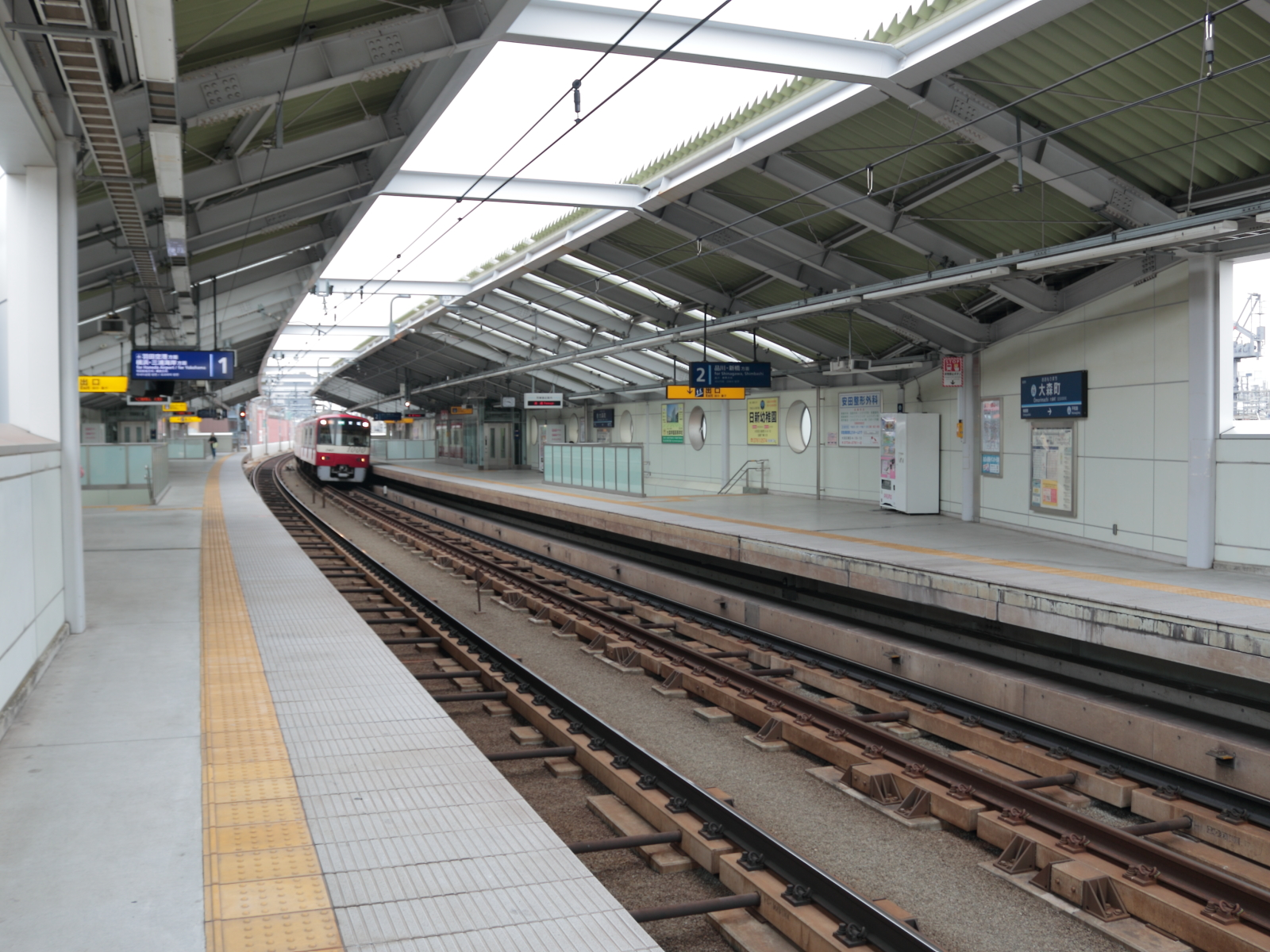
月台（2016年3月）

本站是相對式月台2面2線的高架車站。2000年度起，平和島站 - 六鄉土手站間進行鐵路高架化，2012年10月完成。本站在工程前原有本線最後一個站內平交道，隨著工程的進行於2007年4月28日廢除。站內平交道廢除後，上下線曾一度使用不同剪票口，直到2011年下行線月台移至舊上行線月台位置後，再次上下線共用剪票口。
上行線在2007年5月21日至2010年5月13日設置臨時剪票口。該剪票口僅能使用定期券與PASMO、Suica，開放時間為平日7點至9點。

### 月台配置
| 月台 | 路線 | 方向 | 目的地                                              |
| ---- | ---- | ---- | --------------------------------------------------- |
| 1    | 本線 | 下行 | 羽田機場（第1、第2、第3航站樓）、橫濱、三浦海岸方向 |
| 2    | 本線 | 上行 | 品川、新橋方向                                      |

## 使用情況
2016年度1日平均上下車人次為20,829人。近年1日平均上車人次變化如下表。
| 年度               | 1日平均 上下車人次 | 1日平均 上車人次 | 來源   |
| ------------------ | ------------------ | ---------------- | ------ |
| 1992年（平成04年） |                    | 8,934            | [ 8 ]  |
| 1993年（平成05年） |                    | 8,764            | [ 9 ]  |
| 1994年（平成06年） |                    | 8,362            | [ 10 ] |
| 1995年（平成07年） |                    | 8,481            | [ 11 ] |
| 1996年（平成08年） |                    | 8,219            | [ 12 ] |
| 1997年（平成09年） |                    | 8,019            | [ 13 ] |
| 1998年（平成10年） |                    | 8,129            | [ 14 ] |
| 1999年（平成11年） |                    | 8,071            | [ 15 ] |
| 2000年（平成12年） |                    | 8,044            | [ 16 ] |
| 2001年（平成13年） |                    | 7,986            | [ 17 ] |
| 2002年（平成14年） |                    | 8,192            | [ 18 ] |
| 2003年（平成15年） | 16,708             | 8,257            | [ 19 ] |
| 2004年（平成16年） | 16,725             | 8,282            | [ 20 ] |
| 2005年（平成17年） | 16,707             | 8,290            | [ 21 ] |
| 2006年（平成18年） | 17,243             | 8,570            | [ 22 ] |
| 2007年（平成19年） | 17,869             | 8,852            | [ 23 ] |
| 2008年（平成20年） | 18,067             | 8,967            | [ 24 ] |
| 2009年（平成21年） | 17,950             | 8,899            | [ 25 ] |
| 2010年（平成22年） | 17,652             | 8,734            | [ 26 ] |
| 2011年（平成23年） | 17,160             | 8,486            | [ 27 ] |
| 2012年（平成24年） | 17,743             | 8,795            | [ 28 ] |
| 2013年（平成25年） | 18,827             | 9,345            | [ 29 ] |
| 2014年（平成26年） | 18,827             | 9,573            | [ 30 ] |
| 2015年（平成27年） | 20,039             |                  |        |
| 2016年（平成28年） | 20,829             |                  |        |

## 車站周邊
- 警視廳大森警察署（日语：大森警察署）
- 大森學園高等學校（日语：大森学園高等学校）
- 國道15號
- 國道131號
- 大森故鄉濱邊公園

### 路線巴士
最近的巴士站是國道15線上的大森警察署與國道131號線上的大森警察。以下路線由京濱急行巴士（京急）、羽田京急巴士（羽田京急）運行。
大森警察署
- 蒲67系統：往蒲田站（羽田京急）

大森警察
- 森21系統：經大森海岸站往大森站、往羽田機場（羽田京急）
- 森23系統：經大森海岸站往大森站、往羽田車庫（羽田京急）
- 森26系統：經大森海岸站往大森站、往森崎（京急）
- 森27系統：經八幡通往大森站、往大森東五丁目（京急）
- 森56系統：經大森福祉事務所往大森站、往森崎（京急） ※僅平日
- 蒲67系統：往蒲田站、往大森東五丁目（羽田京急）

## 相鄰車站
京濱急行電鐵
 本線
□早晨翼號、□京急翼號、■機場快特、■快特、■快特（金澤文庫站以南為特急）、■特急、■機場急行
通過
■普通
平和島（KK08）－大森町（KK09）－梅屋敷（KK10）

## 外部連結
- 大森町站（各站資訊） - 京濱急行電鐵